# Князев, Евгений Акимович
Евгений Акимович Князев (род. 1956, с. Петелино, Косогорский район, Тульская область) — российский историк, педагог, доктор исторических наук (2002).

## Биография
Окончил с отличием исторический факультет МГПИ в 1978 г. В институте занимался историей Древней Руси под научным руководством профессора, доктора исторических наук Владимира Борисовича Кобрина. Защитил дипломную работу «Сравнительная характеристика монастырских уставов Нила Сорского и Иосифа Волоцкого».
Князев работал по распределению в школе № 770 в Москве, во ВНИИ документоведения и архивного дела ГАУ СССР и в НИИ высшего образования, в Республиканском институте повышения квалификации работников образования. С 1987 по 1990 год, обучаясь в аспирантуре, исследовал проблему развития и становления педагогического образования в высшей негосударственной школе России начала XX века, опубликовал две монографии и серию научных статей по этим вопросам в журналах: «Вестник высшей школы» и др.
В 1990 году защитил диссертацию на соискание учёной степени кандидата педагогических наук по теме «Развитие и становление высшего педагогического образования в России (1900—1917 гг.)».
С 1992 по 2000 год Е. А. Князев работал проректором Нового гуманитарного университета, где активно преподавал, читая курсы:
- История России
- Россиеведение
- Истории религии
- Религиоведение
- История в киноискусстве
- Культурология
- История мировых цивилизаций
- История русской общественной мысли

В 2002 защитил докторскую диссертацию «Развитие высшего педагогического образования в России (вторая половина XVIII — начало XX века)».
С 2007 года работал профессором на кафедре философии и социально-гуманитарных дисциплин в Московском гуманитарном педагогическом институте. В 2008 г. курс лекций Е. А. Князева «Россия: от реформ к революции» удостоен диплома лауреата конкурса на лучшую научную книгу 2007 года, проводимого Фондом развития отечественного образования.
С 2012 г. (после объединения МГПИ с МГПУ) по 2016 г. преподавал в МГПУ.

## Научная деятельность
На основании опубликованных источников и многочисленных архивных материалов Е. А. Князевым впервые было фронтально изучено негосударственное высшее гуманитарное образование начала XX века, на примере:
- Московского городского народного университета А. Л. Шанявского,
- Вольного университета в С.-Петербурге (1862 г.),
- Высшей вольной русской школы общественных наук в Париже[2],
- Вольной высшей школы П. Ф. Лесгафта,
- Психоневрологического института В. М. Бехтерева (1908—1916 гг.).

Князевым детально разработана типология вольной высшей школы России, дана характеристика персональной организации учебного процесса — «предметной системы», создана персоналия деятелей образования.
В 1990—2010-е годы Е. А. Князев занимается проблемами истории высшей школы России и неправительственного образования, а также создает персоналию деятелей отечественного просвещения и образования, очерки по истории деятельности различных высших и средних школ, исследования о истории вольной высшей школы России до 1917 г. Разрабатывает новое (точней, «хорошо забытое старое») направление в гуманитарных науках — россиеведение. Князев выпустил в свет «Словарь исторических терминов по россиеведению» (1995) и Толковый словарь русской исторической терминологии «Родная старина» (1996), несколько учебных программ, учебно-методических пособий по истории России и истории образования и педагогики. Им опубликовано свыше 150 научных, научно-популярных и публицистических работ, в том числе: статей в научных и научно-публицистических журналах «Вестник высшей школы», «Alma mater», «Посев», «Лицейское и гимназическое образование», «Директор школы», «Вестник образования России».
Начиная с 1990-х годов активно разрабатывает тематику истории политики в области высшего образования России в XVIII—XIX вв. Опубликовал ряд монографий: «Типология высшего педагогического образования» (1990), «Автономия и авторитарность: обзор реформ российского высшего образования» (1991), «Централизм и децентрализация в истории высшего образования России» (1992); «Высшее негосударственное образование в России: история и современность» (1993), «Высшее образование в России: Очерк истории до 1917 года» (в соавторстве) (1995).
В центре исследования Князева Е. А. находятся проблемы:
- Становление русского национального жизнечувствия
- Модернизация отечественной системы высшего образования
- Автономия и авторитаризм в высшей школе России
- Взаимоотношения курса правительства и деятельности научного сообщества в процессе эволюции российских университетов
- Организация учебного процесса в высшей школе

Изучение становления и развития системы высшего образования приводят автора к выводу о преимущественной роли негосударственного образования в процессе создания уникальной системы подготовки педагогов с высшим образованием на основе университетского обучения в России в период Серебряного века.
Разработал принципиально важное положение о персоналистско-аксиологическом подходе в высшем образовании, что дало возможность отчетливо сформулировать тезис о неправомерности игнорирования реальных эффективных результатов деятельности высшей вольной школы России в начале XX века, ставшей высшим достижением в истории отечественного высшего образования. Разработанная на основе широкого массива архивных и опубликованных исторических источников типология, концептуальная основа и выводы, сделанные в докторской диссертации, составили содержание монографии «Генезис высшего педагогического образования в России вторая половина XVIII — начало XX в.: Смена парадигм» (2001).
В своих трудах Князев Е. А. рассматривает становление и развитие русского национального жизнечувствия в истории Древней и Московской Руси, России, Российской империи.
Опубликованы учебные пособия, учебники, курсы лекций:
- «Отечествоведение» уч. пособие (в соавторстве) (М., 2004);
- «Русская история до XVII в.» (М., 2005);
- «Российская история XVII — середина XIX вв.» (М., 2006);
- «Россия: от реформ к революциям (1861—1917 гг.)»[5] (М., 2007);
- «Россия: от Смуты к реформам XVII — середина XIX вв.» (М., 2009);
- «Власть и святость в Древней Руси» (М., 2011);
- «История педагогики», уч. пособие для аспирантов (в соавторстве) (М., 2007).

В 2000 г. выпустил научно-популярную книгу «Власть отвратительна. Исторические параллели» о проблемах истории Древней Руси. В 2003 г. опубликовал научно-популярную книгу «Чело веков» о Древней Руси. В 2010 г. в соавторстве с А. А. Евстигнеевым опубликованы иллюстрированные книги из серии «Чудотворные иконы»: «Православная икона в семье», «Образ Пресвятой Богородицы», «Святые воины»

## Основные работы
Монографии и учебные пособия
- Типология высшего педагогического образования. М, 1990.
- Автономия и авторитарность: обзор реформ российского высшего образования. М. 1991.
- Централизм и децентрализация в истории высшего образования России. М, 1992.
- Высшее негосударственное образование в России: история и современность. М, 1993.
- Высшее образование в России: Очерк истории до 1917 года (в соавторстве) М., 1995.
- Краткий толковый исторический словарь по россиеведению. М, 1995.
- Родная старина. Толковый словарь исторических терминов. М., 1996.
- Власть отвратительна. Исторические параллели. М., 2000.
- История России. Самоучитель: Учебное пособие. М., 2001 (в соавторстве).
- Генезис высшего педагогического образования в России вторая половина XVIII — начало XX в.: Смена парадигм. М., 2001.
- Отечествоведение. Учебное пособие (в соавторстве). М., 2004.
- Русская история до XVII в. Курс лекций. М., 2005.
- Российская история XVII — середина XIX вв. Курс лекций. М., 2006.
- Россия: от реформ к революциям (1861—1917 гг.) М., 2007.
- Глоссарий выдающихся деятелей отечественного образования. В 2 тт., М., 2007.
- Россия: от Смуты к реформам XVII — середина XIX вв. М., 2009.
- Смена парадигм: обзор реформ отечественной высшей школы М., 2008.
- «История педагогики» учебник для аспирантов и соискателей ученой степени кандидата наук / под ред. акад. Никандрова Н. Д. (в соавторстве) М., 2007.
- В 2003 г. подготовил к печати монографию Пушкарев С. Г. Россия в XIX веке (1801—1914 гг.).
- Православная икона в семье, серия Чудотворные иконы, (в соавторстве с А. А. Евстигнеевым). М., 2010.
- Образ Пресвятой Богородицы, серия Чудотворные иконы, (в соавторстве с А. А. Евстигнеевым). М., 2010.
- Святые воины, серия Чудотворные иконы, (в соавторстве с А. А. Евстигнеевым) М., 2010.
- Образ Христа Спасителя, серия Чудотворные иконы, (в соавторстве с Е. Ю. Князевой и А. А. Евстигнеевым) М., 2011.
- Власть и святость в Древней Руси. М., 2011.
- История России. XX век. Учебник для СПО. 2022 год.

За период с 2014 по 2016 год опубликовал следующие учебники:
- История педагогики и образования : учебник и практикум для академического бакалавриата / Е. А. Князев. — М. : Издательство Юрайт, 2016. — 505 с. — (Бакалавр. Академический курс).
- История зарубежного образования и педагогики : учеб. пособие для академического бакалавриата / Е. А. Князев. — М. : Издательство Юрайт, 2016. — 302 с. — (Бакалавр. Академический курс. Модуль.)
- История отечественного образования и педагогики : учеб. пособие для академического бакалавриата / Е. А. Князев. — М. : Издательство Юрайт, 2016. — 236 с. — (Бакалавр. Академический курс. Модуль.).
- Методика обучения и воспитания в области дошкольного образования : учебник и практикум для академического бакалавриата / Н. В. Микляева. — М. : Издательство Юрайт, 2016. — 433 с. — (Бакалавр. Академический курс).
- Методика обучения и воспитания в области дошкольного образования. Учебник и практикум для академического бакалавриата. Гриф УМО ВО.отв. ред. Н. В. Микляева. М., Юрайт.,2014 — 433 с. — (Бакалавр. Академический курс).

Статьи
- Князев, Е. А. А. Л. Шанявский: генерал-просветитель // Вестник образования России. 2006. N 14. С. 58-62.
- Князев, Е. А. Луиза Шлегер и народный детский сад
- Князев, Е. А. Надежда Стасова, Мария Трубникова, Анна Философова и народное дошкольное воспитание
- Князев, Е. А. Петр Лесгафт и вольная школа
- Князев, Е. А. Земский просветитель: барон Николай Александрович Корф // Вестник образования России. — 2006. — N 10. — С. 71-76
- Князев, Е. А. А. Н. Голицын: вера, ведение, власть // Вестник образования России. — 2006. — N 11. — С.73-77.
- Князев, Е. А. Павел Шелапутин и его педагогический комплекс // Дошкольное воспитание. — 2014. — № 8. — С. 99-107 : ISSN 0012-561
- Князев, Е. А. Автономия университетов: персоналистско-аксиологический подход. Universum: психология и образование, 2014 № 5-6 (6)
- Князев, Е. А. Столетие университета Шанявского. Посев, 2008, № 11.С. 17-22
- Князев, Е. А. Развитие высшей педагогической школы России в XVIII — начале XX в. // Педагогика. — 2010. — N 6. — С. 66-75.
- Князев, Е. А. Шанявский: «Не из камней, а из людей строятся университеты» // Дошкольное воспитание : журнал . — 2014 .— № 9 .— С. 116—124.
- Князев, Е. А. Наталья и Фёдор Рау: становление системы дошкольного воспитания // Дошкольное воспитание : журнал .— 2014 .— № 11 .— С. 120—128
- Князев, Е. А. Екатерина Грачёва: «Сеющие слезами, радостию пожнут» // Дошкольное воспитание : журнал . — 2014 .— № 5 .— С. 110—119.
- Князев, Е. А. Пётр Каптерев и история нашей педагогики // Дошкольное воспитание : журнал . — 2014 .— № 4 .— С. 115—123.
- Князев, Е. А. Пётр Лесгафт и «филиальная ветвь» наук // Дошкольное воспитание : журнал . — 2014 .— № 3 .— С. 113—121.
- Князев, Е. А. Елизавета Смидович и домашний детский сад // Дошкольное воспитание : журнал . — 2014 .— № 2 .— С. 119—127.
- Князев, Е. А. Константин Грот и Мариинское училище // Дошкольное воспитание : журнал . — 2014 .— № 1 .— С. 116—123.
- Князев, Е. А. Владимир Бехтерев: врач и педагог // Вестник образования России. — 2007. — N 8. — С. . 72-77.
- Князев, Е. А. Училище князя Тенишева // Вестник образования России. — 2007. — N 14. — С. . 54-59